# André Turcat
André Édouard Marcel Turcat (23 d'octubre de 1921 - 4 de gener de 2016) va ser un pilot de proves francès.
Es va graduar a l'Escola Politècnica de França École, Turcat es va unir a la força aèria francesa lliure durant els últims anys de la Segona Guerra Mundial i es va quedar amb Armée de l'Air després de la guerra. Durant la guerra de la Indoxina, Turcat va servir com a pilot d'avions de transport C-47 i ha demostrat habilitats excepcionals en el maneig d'un seguit d'emergències de vol, la qual cosa els va valer una assignació a Epner, l'escola francesa de prova pilot. Poc després de graduar-se, Turcat es va fer càrrec de la campanya de proves del Grifo Nord 1500, un dels primers ramjets del món alimentat per avió. Durant aquest programa, Turcat va volar el Griffon a Mach 2,19, una gesta que li va valer el Trofeu Harmon el 1958. Uns mesos més tard (25 de febrer de 1959), Turcat va trencar el rècord mundial de velocitat de més de 100 quilòmetres amb el Griffon en mitjana 1.643 km/h.

## Turcat i el Concorde
Turcat va deixar als militars després que el programa Griffon va acabar i es va unir al fabricant estatal d'avions Sud Aviation com el transport supersònic Concorde (SST) va ser muntat. Es va convertir en pilot de proves cap del Concorde i director de proves de vol del Sud Aviation. El 2 de març de 1969, Turcat va tenir l'honor d'aixecar el peu del primer prototip del Concorde per al seu primer vol. Més tard aquest mateix any (1 d'octubre), també estava en els controls per al primer vol supersònic Concorde. Turcat va dur a terme la resta de la part francesa del programa de proves Concorde (Brian Trubshaw ser el pilot de proves cap en el costat britànic) i es va retirar del servei actiu de vol a finals de 1970. Tant Turcat i Trubshaw van ser guardonats amb el Premi Ivan C. Kincheloe pel seu treball al programa de proves Concorde.
Ell és el fundador i el primer president d'Académie nationale de l'air et de l'espace (ANAE) el 1983. L'Acadèmia es coneix com a Académie de l'Air et de l'Espace des de 2007. Ell estava present a bord del Concorde d'Air France (F-BVFC) durant el seu vol de jubilació, el 27 de juny de 2003, a la planta d'Airbus a Tolosa de Llenguadoc, on es va construir l'avió francès. També és autor i ha escrit uns quants llibres. Entre les últimes Concorde Batailles essais (1977) i Pilote d'Essais: Mémoires (2005), en francès.